# Matrimonio igualitario en Guerrero
El matrimonio entre personas del mismo sexo está reconocido en el estado mexicano de Guerrero desde octubre de 2022. Después de la decisión de la Suprema Corte de Justicia de la Nación, en el que dictaminó que la prohibición del matrimonio entre personas del mismo sexo era inconstitucional, y la cual entró en vigor el 22 de junio del 2015, los funcionarios de Guerrero comenzaron a anunciar planes para una boda colectiva de grupo. El gobernador Rogelio Ortega Martínez presentó un proyecto de ley sobre el matrimonio entre personas del mismo sexo al Congreso del Estado de Guerrero el 7 de julio de 2015 e instruyó a las agencias civiles a aprobar las licencias de matrimonio entre personas del mismo sexo. Los legisladores lamentaron que hubieran preferido que se aprobara el proyecto de ley antes de que se celebraran los matrimonios, pero dada la línea de tiempo presentada, era poco probable. El 10 de julio de 2015, veinte parejas del mismo sexo fueron casadas por el Gobernador en la ciudad de Acapulco.
La realización del matrimonio homosexual no es universal en el estado. Varios municipios emiten licencias de matrimonio entre personas del mismo sexo, mientras que otros optan por no hacerlo.

## Historia

### Legislación
Un proyecto de ley de uniones civiles se debatió en Guerrero en 2009, pero la legislación se estancó.
En 2014, las organizaciones de derechos LGBT comenzaron a presionar a la Legislatura para aprobar la adopción y el matrimonio entre personas del mismo sexo.
El 7 de julio de 2015, el gobernador del estado presentó un proyecto de ley sobre el matrimonio entre personas del mismo sexo al Congreso estatal. El 20 de mayo de 2016, el diputado vicario Castrejón del PRI anunció que el proyecto de ley estaba en la agenda del Congreso; sin embargo, aún no había sido votado.
El Elecciones federales de México de 2018 los resultados dieron como ganador de mayoría el Movimiento de Regeneración Nacional (MORENA), un partido a favor del de matrimonio igualitario, ganando la mayoría de asientos legislativos en Guerrero. En enero de 2019, la Comisión de Justicia estatal empezó a analizar la iniciativa para legalizar el matrimonio entre personas del mismo sexo. El proyecto de ley fue rechazado por el Congreso en octubre de 2020 en una votación de 15 a 23, con varios diputados de Morena votando en contra, a pesar de haber sido elegido en una plataforma partidaria que apoya el matrimonio entre personas del mismo sexo. Reyes Sandoval anunció su intención de impugnar esta decisión ante la Suprema Corte de Justicia de la Nación, diciendo que "les guste o no [a los conservadores], habrá matrimonio homosexual [en Guerrero]". En septiembre de 2022, el diputado Héctor Fernando Agüero García presentó al Congreso un nuevo proyecto de ley sobre el matrimonio entre personas del mismo sexo; el proyecto de ley fue aprobado por 38 votos a favor y 6 en contra con 2 abstenciones el 25 de octubre de 2022.

### Mandatos
El primer matrimonio del sexo mismo en el estado de Guerrero estuvo anunciado para 28 de septiembre de 2013, pero no ocurrió hasta el 5 de junio de 2014 en la ciudad de Teloloapan, presenciado por el alcalde Ignacio Valladares. Valladares Aprobó la petición de la pareja para una licencia de matrimonio basada en la decisión de la Suprema Corte de Justicia de la Nación en 2012, la cual hacía explícito que era anticonstitucional prohibir el matrimonio igualitario. Sin embargo, el Código Civil de Guerrero no permitía el matrimonio entre personas del mismo sexo. Los abogados del estado declararon que el matrimonio era ilegal e inválido e indicaron que el alcalde podría ser procesado.
El 20 de diciembre de 2014, se celebró una ceremonia del mismo sexo en la ciudad de Chilapa de Álvarez, aunque el matrimonio civil se llevó a cabo en Iztapalapa, en la Ciudad de México. La pareja expresó que creían que era importante para ellos tener una celebración completa con anillos de sus padrinos, sus votos y un brindis con sus amigos y familiares en la ciudad donde viven y trabajan, para ayudar a otras parejas del mismo sexo a lograr la aceptación social.

### Decisión ejecutiva
El 25 de junio de 2015, luego de que la Suprema Corte dictaminara las prohibiciones del matrimonio del mismo sexo en el distrito por "jurisprudencia", un registrador civil de Guerrero anunció que había planeado una ceremonia colectiva de matrimonio del mismo sexo para el 10 de julio de 2015 e indicó que tendría que haber un cambio a la ley para permitir un matrimonio neutral al género, aprobado a través de la Legislatura del estado antes del inicio oficial. El Registro Civil anunció más detalles de su plan, informando que solo las oficinas de registro seleccionadas en el estado podrían participar en el evento matrimonial colectivo. El Gobernador dio instrucciones a las agencias civiles para aprobar las licencias de matrimonio entre personas del mismo sexo. El 10 de julio de 2015, 20 parejas del sexo mismo fueron casadas por Gobernador Rogelio Ortega en Acapulco.
El 12 de julio de 2015, el Registro Civil del municipio de Tecpan de Galeana anunció que las oficinas de registro civil en ese municipio que pueden aceptar solicitudes de matrimonio entre personas del mismo sexo son # 01 Tecpán (que es la sede del municipio), # 03 en el Ciudad de San Luis de la Loma, # 05 en la ciudad Tenexpa y # 06 en Papanoa.
El 13 de enero de 2016, el jefe del Registro Civil de Acapulco afirmó que los 20 matrimonios entre personas del mismo sexo ocurridos el 10 de julio de 2015 en Acapulco eran nulos, ya que no había ninguna ley que permitiera el matrimonio entre personas del mismo sexo en el estado. El 13 de febrero de 2016, un día antes de que se planearan bodas en el Día de San Valentín en todo el estado, el jefe del Departamento de Registro Civil del Estado de Guerrero anunció que las parejas del mismo sexo podrían casarse en cualquiera de las jurisdicciones que quieran casarse con las parejas y criticó el Registro Civil de Acapulco y otras Registros civiles en todo el estado por no permitir este tipo de bodas. El jefe del departamento declaró que los matrimonios entre personas del mismo sexo realizados en Guerrero serán legalmente válidos.
Algunos municipios guerrerenses como Chilpancingo de los Bravo, Taxco de Alarcón, Tecpán de Galeana y Zihuatanejo de Azueta casan parejas del mismo sexo, mientras otros como Acapulco rechazan hacerlo.
En marzo de 2016, un grupo de derechos LGBT en el estado comenzó el proceso de presentar demandas para que todos los municipios celebren matrimonios entre personas del mismo sexo.

## Estadística de matrimonio
Para septiembre de 2015, aproximadamente 60 matrimonios entre personas del mismo sexo habían ocurrido en el estado. La mayoría tuvo lugar en los municipios de Chilpancingo de los Bravo, Acapulco (casados por el Gobernador) y Zihuatanejo de Azueta.

## Opinión pública
Una encuesta de opinión realizada en 2017 por el Gabinete de Comunicación Estratégica encontró que el 50% de los residentes de Guerrero apoyaban el matrimonio entre personas del mismo sexo. El 46% se opuso.